# Judith Leysterová
Judith Leysterová, též Judita Leyster (28. července 1609 Haarlem – 10. února 1660 Heemstede), byla holandská malířka, představitelka haarlemské školy v 17. století, a vedle později žijící Rachel Ruyschové jedna z mála barokních holandských malířek vůbec. Byla jednou ze dvou žen, které byly přijaty do haarlemského malířského cechu Sv. Lukáše v celé jeho historii.

## Život
Judith Leysterová se narodila v roce 1609 v Haarlemu jako osmé dítě Jana Willemsz Leystera, pivovarníka a krejčího. O několik let později, roku 1624, ale Leyster zbankrotoval. Není přesně jasné, kdo Judith učil, každopádně již roku 1628 byla známá. Pravděpodobně ale byla žačkou Franse Halse, malovala po vzoru svého učitele volnými, rychlými tahy štětce, které jsou pro něj typické. Některá její díla jsou zmiňována i v knize Samuela Ampzinga Beschrijvinge Ende der Stadt Haerlem. Obzvláště po bankrotu otce začala maloval více a více, pravděpodobně aby získala více peněz pro rodinu. V roce 1629 se s rodinou přestěhovala do města Utrecht.
Poprvé byla vdaná za malíře Barenta van Eysena. Ten se nikdy nestal slavným a ani nebyl členem cechu Sv. Lukáše. Toto manželství bylo bezdětné. V roce 1636 se podruhé vdala, za malíře Jana Miense Molenaera. S vidinou větších výdělků se s ním přestěhovala do Amsterdamu. Od té doby již téměř nemalovala. Tento pár spolu měl pět dětí, z nichž jen dvě se dožili dospělosti.
Judith Leysterová zemřela 10. února 1660 ve věku 50 let.

## Kariéra
Od roku 1633 byla členkou haarlemského malířského cechu Sv. Lukáše, oficiálně byla teprve druhou ženou v tomto cechu. První registrovaná žena byla Sara van Baalbergen, ta v něm působila od roku 1631.
Její signované obrazy pocházejí z let 1629 – 1635, Leysterová byla v té době hodně známá. Malovala žánrové obrázky, často domácí scény s několika postavami, portréty a zátiší. Malovala především děti, žánry pijáků a zvířata. Její malířská technika je vzrušující a velice osobitá. Působila především v Amsterdamu a Haarlemu. Judith byla například autorkou děl Smějící se pár (1630, Louvre, Paříž), Smějící se děti s kočkou (1649) či Smějící se děti s úhořem a s kočkou (kol. 1655). Vytvořila také autoportrét (viz obrázek vpravo nahoře). Nicméně je nepravděpodobné, že by na něm byla Judith skutečně vyobrazena při malování, především kvůli velmi společenskému oděvu. Pravděpodobně tak byla pouze „naaranžovaná“.
Časem upadla v zapomnění a její obrazy byly někdy připisovány jiným malířům (Fransi Halsovi nebo manželovi Janu Molenaerovi).  Znovuobjevena byla až roku 1893, kdy Louvre zakoupil jeden obraz s Halsovým podpisem, pod nímž však odborníci nalezli autorský znak Leysterové a začali pátrat po jejím osudu.

## Galerie

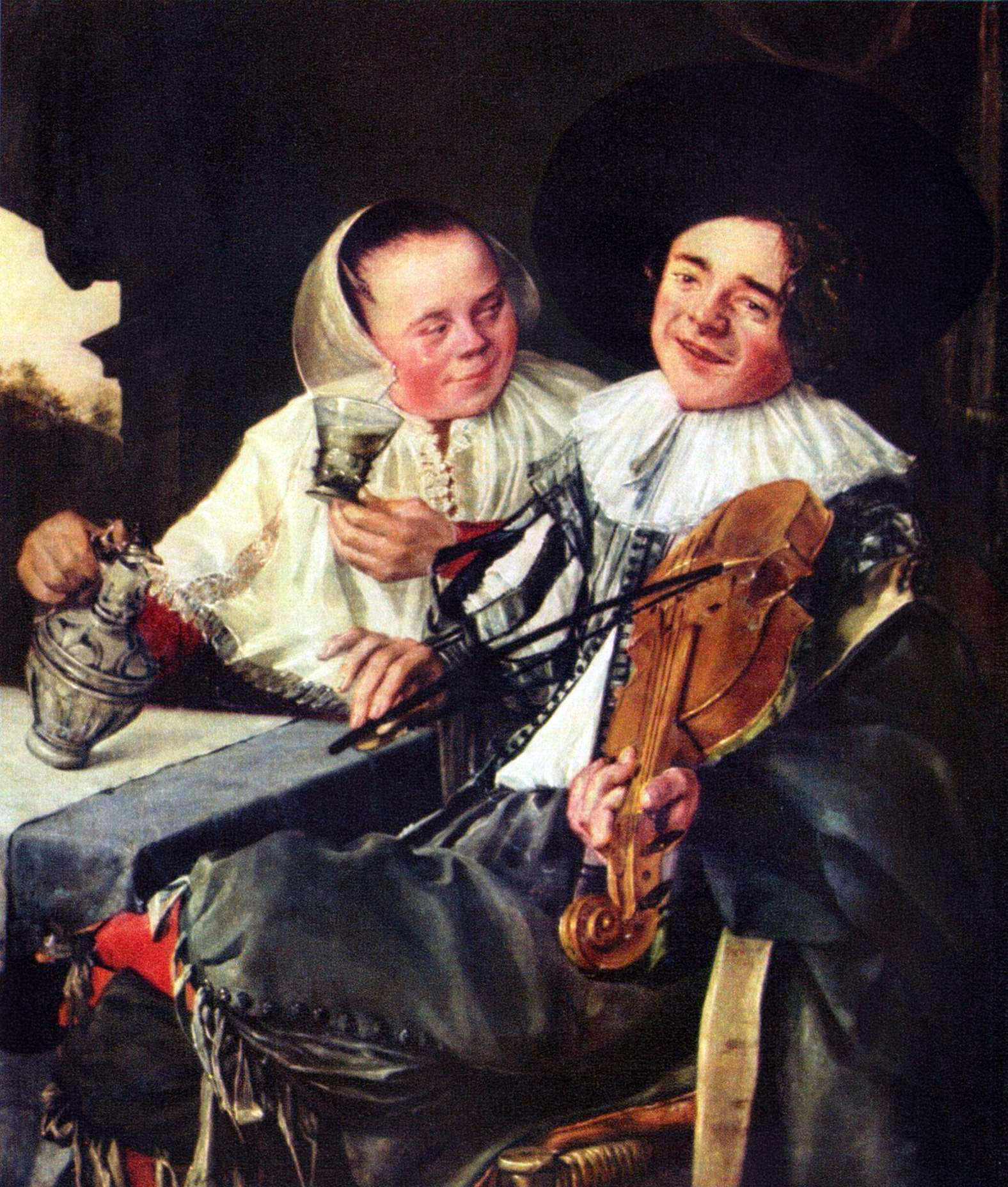
Veselá dvojice (1630)
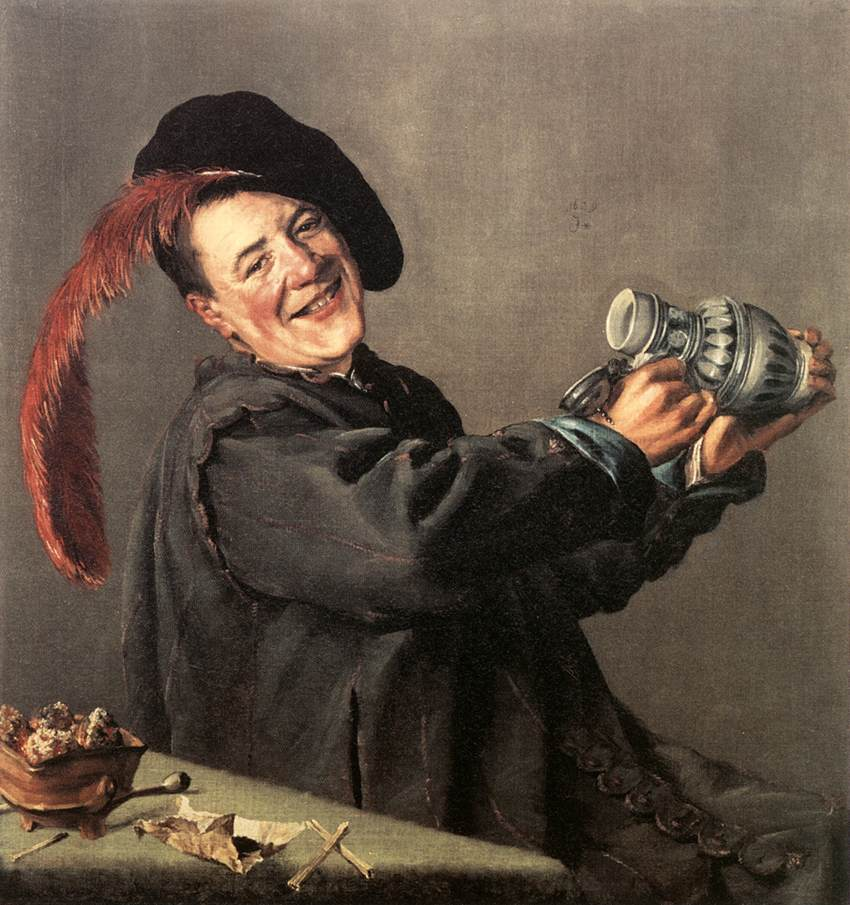
Veselý pijan (1629)
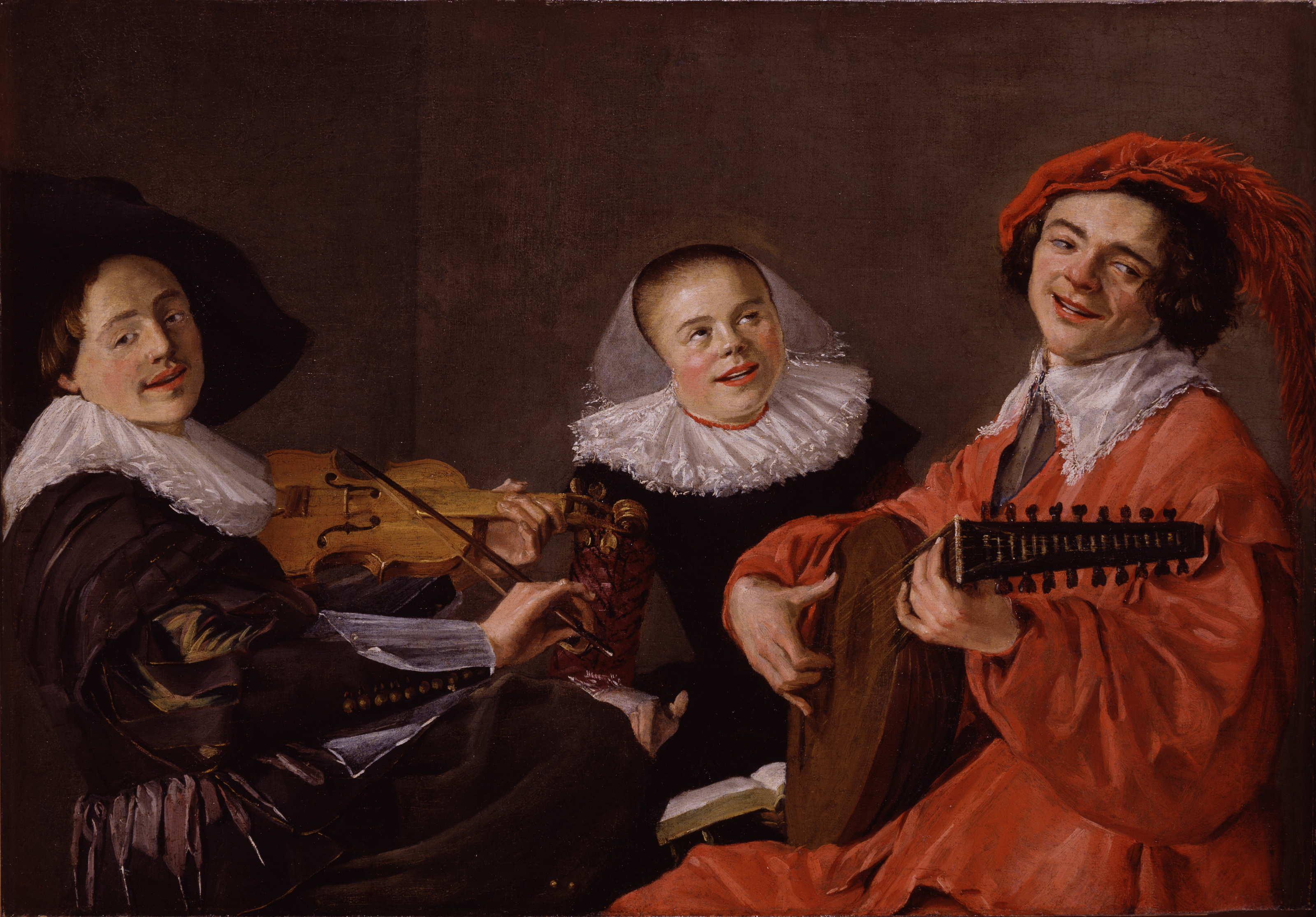
Koncert (1631)
portrét muže
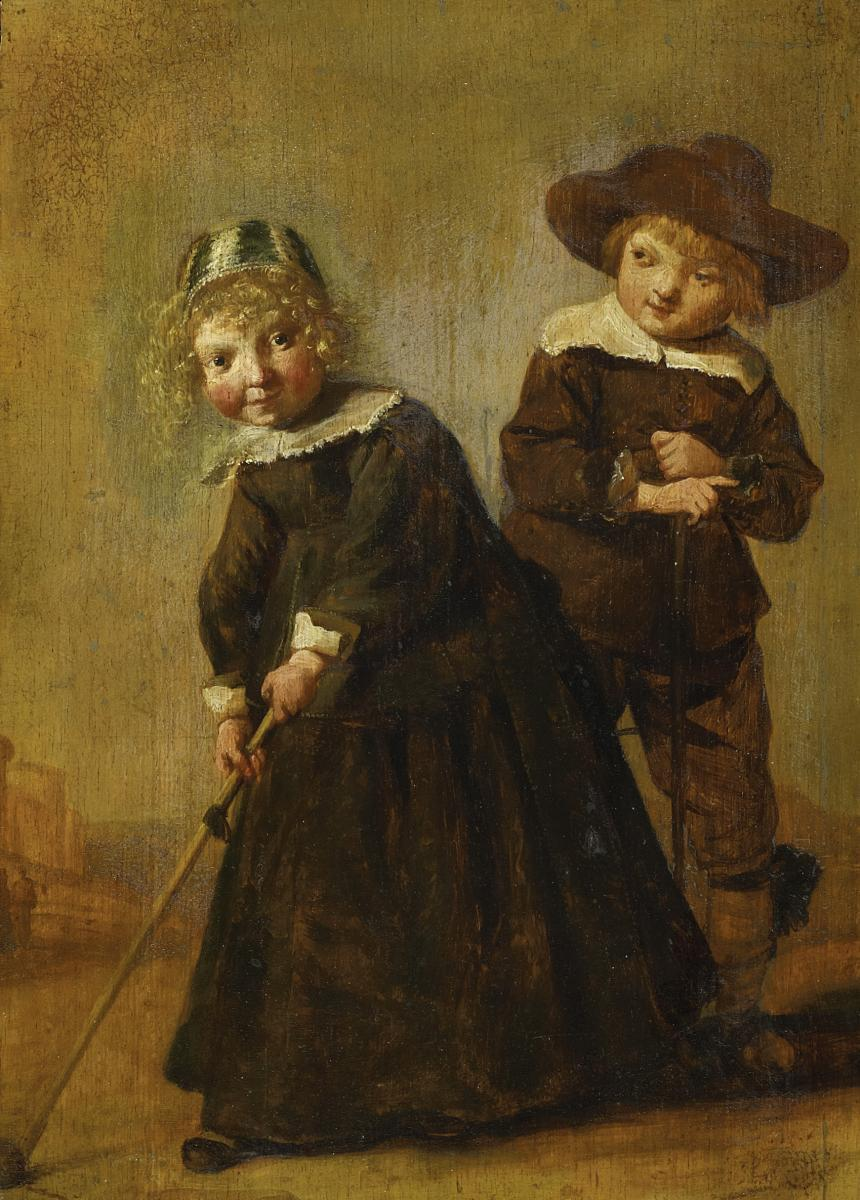
Dívka a chlapec při hře golfu
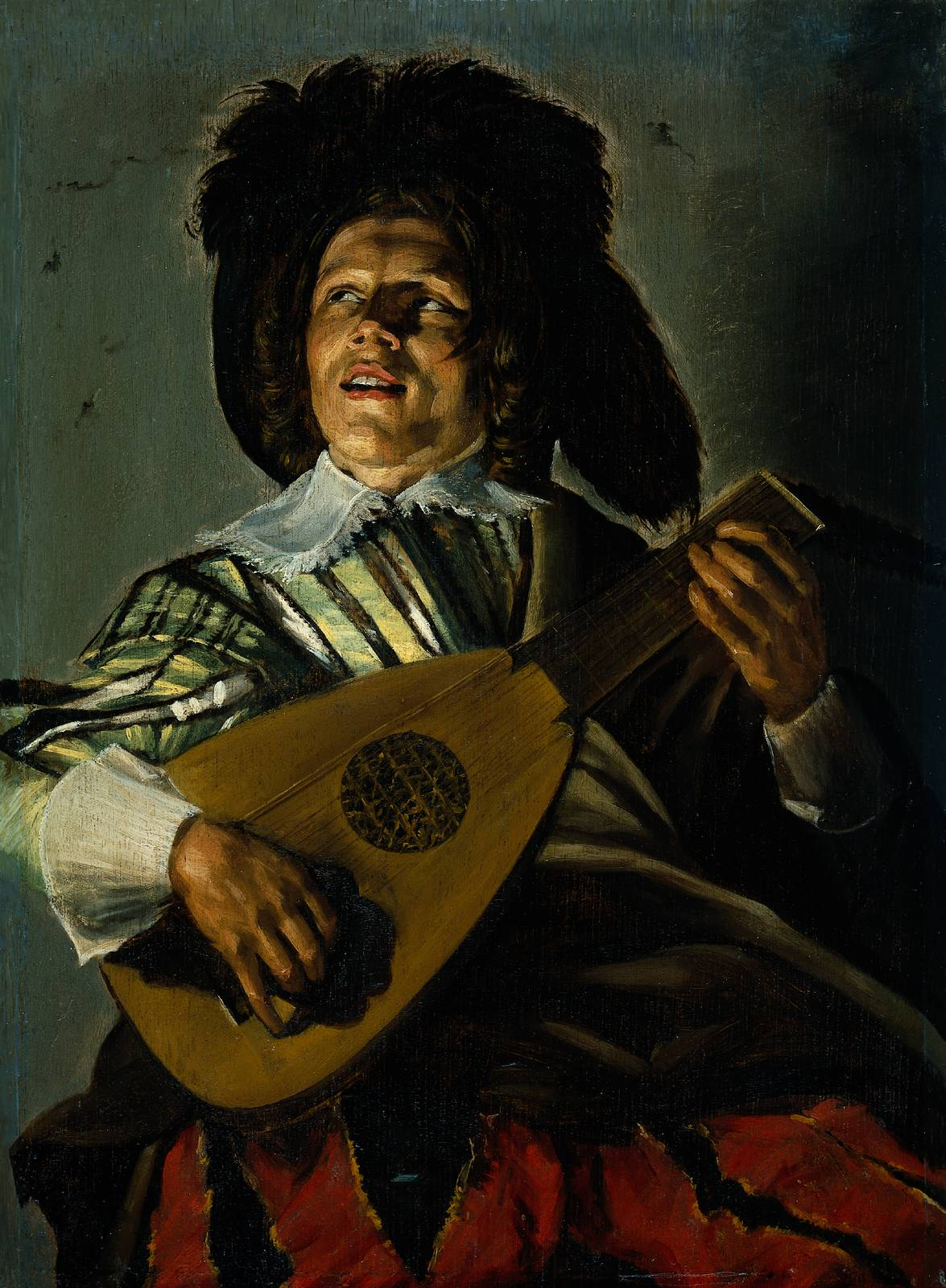
Serenáda (1629)